# 1925 în literatură
Anul 1925 în literatură a implicat o serie de evenimente și cărți noi semnificative. 

## Cărți noi
- Enzo Mainardi — scriitor, muzician, poet și pictor, membru important al mișcării artistice futuriste, publică la Tipografia Operaia, din Cremona, al patrulea său volum de versuri, La Scintilla. Arancione + rosso + ultravioletto n. 1, 2, 3 – Scânteia. Portocaliu + roșu + ultraviolete n. 1, 2, 3,

## Premii
- Premiul Nobel pentru Literatură: